# Nicolas Pallois
Nicolas Pallois (Elbeuf, 19 de setembro de 1987) é um futebolista profissional francês que atua como zagueiro.

## Carreira
Nicolas Pallois começou a carreira no Caen.